# جيمي مالون
جيمي مالون (بالإنجليزية: Jimmy Mallon)‏ هو لاعب كرة قدم بريطاني في مركز الهجوم، ولد في 28 أغسطس 1938 في غلاسكو في المملكة المتحدة، وتوفي بنفس المكان في 9 مايو 2012. لعب مع أولدهام أثلتيك ونادي ألترينتشام ونادي بارتيك ثيسل ونادي بارو ونادي غرينوك مورتون.